# 佐滝剛弘
佐滝 剛弘（さたき よしひろ、1960年 - ）は、日本のジャーナリスト・観光学者・人文地理学者。京都光華女子大学教授。城西国際大学教授

## 経歴
1960年、愛知県西春日井郡西枇杷島町(現清須市）生まれ。東京大学教養学部教養学科で人文地理学を専攻し、卒業後、日本放送協会 (NHK) に勤め、ディレクターとして報道番組、紀行番組などを手がけた。NHK退職後、特定非営利活動法人産業観光学習館専務理事、高崎経済大学地域科学研究所特命教授を経て、京都光華女子大学キャリア形成学部教授となった。
世界遺産検定マイスターであり、世界遺産400件、登録有形文化財およそ1万件を訪問した経験をもち、交通や郵便制度への関心も高く、観光政策関係などを中心に多数の著作を発表している。

## 主な著書
- 旅する前の「世界遺産」、文春新書、2006年
- 郵便局を訪ねて1万局、光文社新書、2007年
- 日本のシルクロード―富岡製糸場と絹産業遺産群、中公新書ラクレ、2007年
- 世界遺産の真実 - 過剰な期待、大いなる誤解、祥伝社新書、2009年
- それでも、自転車に乗りますか?、祥伝社新書、2011年
- 観光地「お宝遺産」散歩、中公新書ラクレ、2012年
- 切手と旅する世界遺産、日本郵趣出版、2012年
- 国史大辞典を予約した人々 - 百年の星霜を経た本の物語、勁草書房、2013年
- 高速道路ファン手帳、中公新書ラクレ、2016年
- 赤れんがを守った経営者たち - 富岡製糸場 世界遺産への軌跡、上毛新聞社、2016年
- 登録有形文化財 - 保存と活用からみえる新たな地域のすがた、勁草書房、2017年
- 観光消滅　観光立国の実像と虚像、中公新書ラクレ、2024年